# 第7回日本アカデミー賞
第7回日本アカデミー賞は1984年（昭和59年）2月16日に行われた日本アカデミー賞の発表・授賞式。
東京プリンスホテルで開催され、司会はフランキー堺と沢田亜矢子が務めた。

## 最優秀作品賞
- 楢山節考

### 優秀作品賞
- 家族ゲーム
- 細雪
- 戦場のメリークリスマス
- 南極物語

## 最優秀監督賞
- 五社英雄（「陽暉楼」）

### 優秀監督賞
- 市川崑（「細雪」）
- 今村昌平（「楢山節考」）
- 大島渚（「戦場のメリークリスマス」）
- 森田芳光（「家族ゲーム」）

## 最優秀脚本賞
- 高田宏治（「陽暉楼」）

### 優秀脚本賞
- 今村昌平（「楢山節考」）
- 大野靖子（「居酒屋兆治」）
- 田中陽造（「魚影の群れ」）
- 森田芳光（「家族ゲーム」）

## 最優秀主演男優賞
- 緒形拳（「楢山節考」／「陽暉楼」／「魚影の群れ」）

### 優秀主演男優賞
- 加藤嘉（「ふるさと」）
- 松田優作（「家族ゲーム」）
- 森繁久彌（「小説吉田学校」）
- 渡瀬恒彦（「泪橋」／「時代屋の女房」）

## 最優秀主演女優賞
- 小柳ルミ子（「白蛇抄」）

### 優秀主演女優賞
- 池上季実子（「陽暉楼」）
- 坂本スミ子（「楢山節考」）
- 田中裕子（「天城越え」／「男はつらいよ 花も嵐も寅次郎」）
- 夏目雅子（「魚影の群れ」／「時代屋の女房」）

## 最優秀助演男優賞
- 風間杜夫（「陽暉楼」／「人生劇場」）

### 優秀助演男優賞
- 伊丹十三（「家族ゲーム」／「居酒屋兆治」／「細雪」／「迷走地図」）
- 佐藤浩市（「魚影の群れ」／「日本海大海戦 海ゆかば」）
- 田中邦衛（「居酒屋兆治」／「三等高校生」／「逃がれの街」）
- ビートたけし（「戦場のメリークリスマス」）

## 最優秀助演女優賞
- 浅野温子（「陽暉楼」／「汚れた英雄」）

### 優秀助演女優賞
- 加藤登紀子（「居酒屋兆治」）
- 十朱幸代（「魚影の群れ」／「この子を残して」）
- 倍賞美津子（「陽暉楼」／「楢山節考」）
- 由紀さおり（「家族ゲーム」）

## 最優秀音楽賞
- 佐藤勝（「陽暉楼」／「海嶺」／「せんせい」）

### 優秀音楽賞
- 池辺晋一郎（「楢山節考」／「オキナワの少年」）
- 加藤和彦（「だいじょうぶマイ・フレンド」／「探偵物語」）
- 坂本龍一（「戦場のメリークリスマス」）
- ヴァンゲリス（「南極物語」）

## 最優秀撮影賞
- 森田富士郎（「陽暉楼」／「伊賀忍法帖」）

### 優秀撮影賞
- 椎塚彰（「南極物語」）
- 栃沢正夫（「楢山節考」）
- 羽方義昌（「天城越え」）
- 長谷川清（「細雪」）

## 最優秀照明賞
- 増田悦章（「陽暉楼」／「伊賀忍法帖」）

### 優秀照明賞
- 川島晴雄（「南極物語」）
- 岩木保夫（「楢山節考」）
- 宮原敬（「天城越え」）
- 佐藤幸次郎（「細雪」）

## 最優秀美術賞
- 西岡善信、山下謙爾（「陽暉楼」）

### 優秀美術賞
- 桑名忠之（「白蛇抄」）
- 戸田重昌（「戦場のメリークリスマス」）
- 村木忍（「細雪」）
- 芳野尹孝（「楢山節考」／「時代屋の女房」／「この子を残して」）

## 最優秀録音賞
- 紅谷愃一（「楢山節考」／「居酒屋兆治」）

### 優秀録音賞
- 大橋鉄矢（「細雪」）
- 小野寺修（「家族ゲーム」／「みゆき」）
- 林鑛一（「白蛇抄」）
- 平井清重（「陽暉楼」）

## 最優秀外国作品賞
- 「愛と青春の旅だち」

### 優秀外国作品賞
- 「ガンジー」
- 「ソフィーの選択」
- 「隣の女」
- 「フラッシュダンス」

## 新人俳優賞
- 金子正次（「竜二」）
- 杉本哲太（「白蛇抄」）
- 宮川一朗太（「家族ゲーム」）
- 仙道敦子（「細雪」／「白蛇抄」）
- 原田知世（「時をかける少女」）
- 渡辺典子（「積木くずし」）

## 話題賞
- 作品部門：「戦場のメリークリスマス」
- 俳優部門：タロ、ジロ（「南極物語」）